# Zisterzienserinnenabtei Robermont
Die Zisterzienserinnenabtei Robermont (auch: Robertmont) war von 1215 bis 1796 ein Kloster der Zisterzienserinnen in Lüttich, Provinz Lüttich, in Belgien.

## Geschichte
Das auf dem Hügel Robermont östlich der Maas in Lüttich bestehende Kloster der Augustinerinnen ging 1215 an die Zisterzienserinnen über, die es aber 1231 wegen eines Brandes aufgeben mussten, um in das Kloster Val-Benoît zu wechseln. Von dort kehrte 1244 ein Teil der Nonnen nach Robermont zurück. Im Zuge des Vordringens der Französischen Revolution wurde die Abtei 1796 geschlossen und abgebaut. Heute befindet sich am Ort der Städtische Friedhof Robermont.